# Hartlepool United F.C.
Hartlepool United Football Club er en engelsk fodboldklub fra byen Hartlepool i regionen North East England. Klubben spiller i landets femtebedste række, National League, og har hjemmebane på Victoria Park. Klubben blev grundlagt i 1908.

## Kendte spillere
- Peter Beardsley
- Steve Harper
- Rune Lange

## Danske spillere
- Jan Budtz